# Габтали
Габтали (бенг. গাবতলী, англ. Gabtali) — город на севере Бангладеш, административный центр одноимённого подокруга. Площадь города равна 3,57 км². По данным переписи 2001 года, в городе проживало 2789 человек, из которых мужчины составляли 52,99 %, женщины — соответственно 47,01 %. Плотность населения равнялась 2305 чел. на 1 км². Уровень грамотности населения составлял 53,6 % (при среднем по Бангладеш показателе 43,1 %).